# Jourhem
Ett jourhem är i Sverige en person eller en familj som i sitt eget hem tar emot barn och ungdomar som akut behöver omhändertas och placeras av socialtjänsten. Barnet bor en kortare tid i jourhemmet, tills det antingen kan åka hem till sin familj igen eller tills det placeras i till exempel ett familjehem.
Under tiden barnet bor i jourhemmet ska socialtjänsten utreda omständigheterna för att se vad som är bäst för barnet på längre sikt. En utredning ska vara slutförd senast inom fyra månader (11 kap 2 § Socialtjänstlagen) efter det att barnet placerats i jourhemmet.